# 菲利普親王冰川
菲利普親王冰川（英語：Prince Philip Glacier）是南極洲的冰川，位於奧次地，是羅斯造山運動的一部分，全長48公里，流經科巴姆山脈和霍利約克山脈之間，最終注入尼姆羅德冰川，以菲利普親王命名。